# Coatzingo, Puebla
Coatzingo är en kommunhuvudort i Mexiko.   Den ligger i kommunen Coatzingo och delstaten Puebla, i den sydöstra delen av landet, 140 km sydost om huvudstaden Mexico City. Coatzingo ligger 1 186 meter över havet och antalet invånare är 2 964.
Terrängen runt Coatzingo är huvudsakligen kuperad, men den allra närmaste omgivningen är platt. Coatzingo ligger nere i en dal. Runt Coatzingo är det glesbefolkat, med 15 invånare per kvadratkilometer. Närmaste större samhälle är San Sebastián Tenango, 5,6 km norr om Coatzingo. I omgivningarna runt Coatzingo växer huvudsakligen savannskog.